# Edna Clarke Hall
Lady Edna Clarke Hall, geboren Waugh (Shipbourne, 29 juni 1879 - Upminster, 16 november 1979), was een Brits dichteres en beeldend kunstenares. Ze was onder meer actief als kunstschilder, illustrator, tekenaar, lithograaf, graficus en etser.

## Biografie
Ze was een dochter van Benjamin Waugh, een van de oprichters van de National Society for the Prevention of Cruelty to Children. Van 1893 tot 1898 ging ze naar de Slade School of Fine Art. Ze won daar verschillende prijzen voor tekenen en ontwerp. Verder had ze nog les op de Central Saint Martins College of Art and Design. In 1898 trouwde ze met de jurist William Clarke Hall. In 1902 kochten ze een huis waar ze tot in de jaren zeventig bleef wonen.

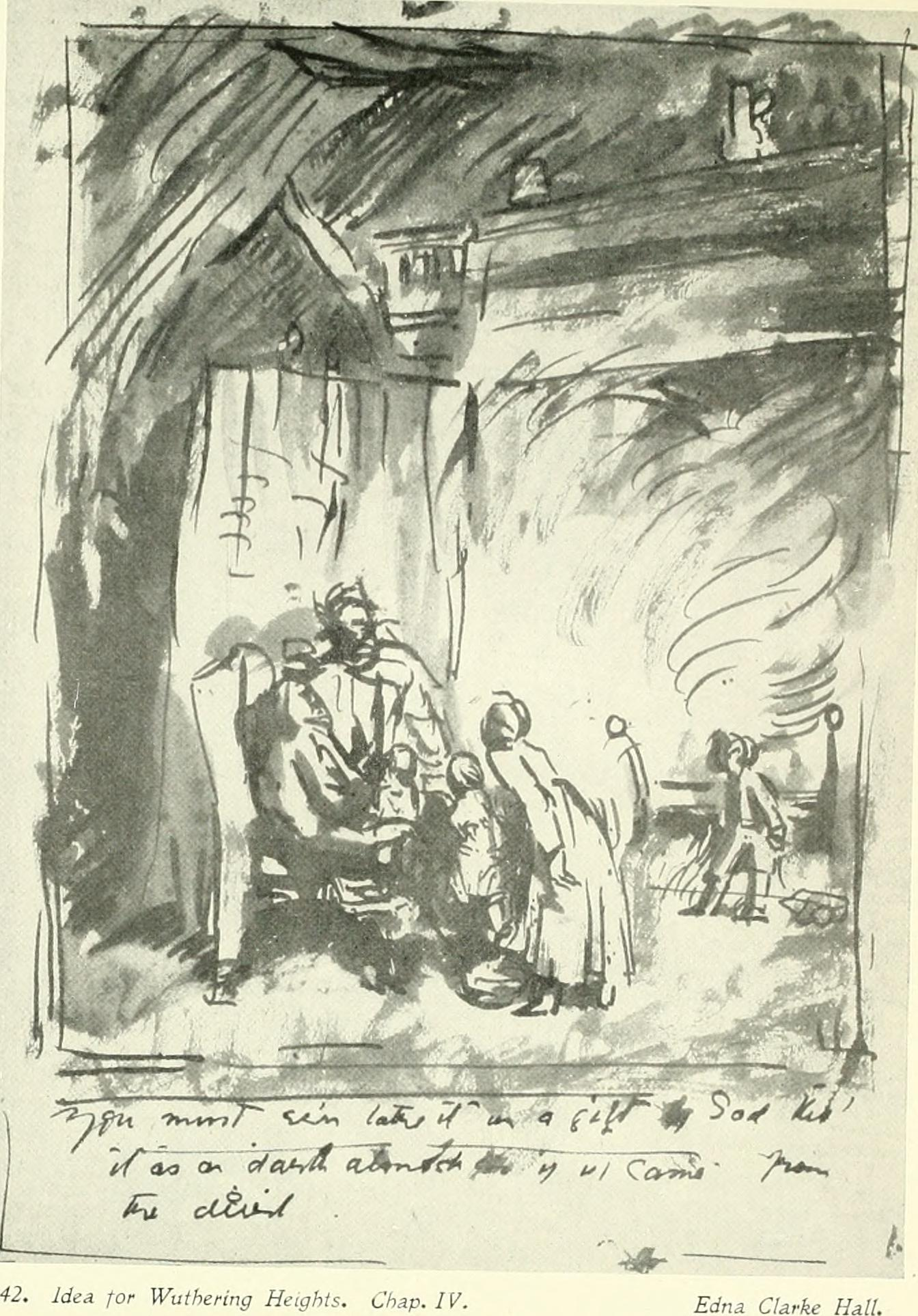
A Baby in a Bassinette, 1907

Ze was een leerling van Gwendolyn Mary John en Henry Tonks. In haar stijl werd ze beïnvloed door Augustus John. De New English Art Club accepteerde rond 1899/1901 voor het eerst werk van haar hand. In 1910 vertoonde ze in de Friday Club haar expositie Suggestions for illustrations for wuthering heights.
Vaak nam ze haar eigen kinderen als inspiratie voor haar kunstwerken. Haar eerste zoon was Justin en werd geboren in 1905. Haar tweede zoon werd geboren in 1910: hij was de architect Denis Clarke Hall. Verder bracht ze figuurvoorstellingen en stillevens van bloemen voort en schilderde ze over onderwerpen als mythologie en literatuur.
In 1919 leed ze aan een depressie. Tonks adviseerde haar man hierop om haar kunst meer te waarderen. Die regelde vervolgens voor haar een eigen studio in Londen. Van 1924 tot in de twintig jaar erna exposeerde ze meermaals in de  Redfern Gallery. Ondertussen bracht ze in 1926 Poem pictures uit.
Toen haar man in 1931 overleed, richtten vrienden van haar een fonds op zodat ze haar studio bij Gray's Inn kon behouden. Acht jaar later werd er een expositie van haar werk gehouden in de Manchester City Art Gallery. Tijdens The Blitz in de Tweede Wereldoorlog werd haar studio verwoest waardoor veel van haar werk verloren ging.
Begin jaren dertig had ze voor het eerst een aanval van artritis gehad. In 1949 had ze daar inmiddels al zoveel last van dat ze definitief met schilderen stopte.
Edna Waugh-Clarke Hall overleed in november 1979. Ze werd honderd jaar oud. Enkele jaren later, in 1985, was nog een expositie van haar werk te zien in de Sheffield City Art Gallery.
- Auckland Art Gallery Toi o Tāmaki: 577
- Bibsys: 15038846
- Gemeinsame Normdatei: 119280361
- International Standard Name Identifier: 0000 0000 6705 3933
- Library of Congress Control Number: n94079004
- Nationale bibliotheek van Australië: 36368124
- Nationale Bibliotheek van Israël: 987007499289505171
- Nederlandse Thesaurus van Auteursnamen: 130807567
- RKD-Nederlands Instituut voor Kunstgeschiedenis: 35452
- Museum of New Zealand Te Papa Tongarewa: 980
- Trove: 1251595
- Union List of Artist Names: 500029630
- Virtual International Authority File: 31229982
- WorldCat: E39PBJtrRRy3BVk9bxfbvwmjmd